# SA-1 (Apollo)
Ne doit pas être confondu avec le missile soviétique S-25 Berkut, désigné « SA-1 » par l'OTAN.
Ne doit pas être confondu avec Apollo 1.
SA-1, pour « Saturn Apollo-1 », est le premier vol du lanceur américain Saturn I, premier de la famille de lanceurs Saturn, et la première mission du programme Apollo. La fusée fut lancée le 27 octobre 1961 de Cap Canaveral, en Floride,, pour une mission très courte, d'une durée n'excédant pas quinze minutes.

## Objectifs
Le premier étage de Saturn I était une énorme évolution en termes de taille et de puissance, comparé à tout ce qui avait pu être lancé avant. Il était trois fois plus gros, demandait six fois plus de carburant et produisait dix fois plus de poussée que la fusée Jupiter-C qui avait mis en orbite le premier satellite américain, Explorer 1, en 1958.
À ce moment-là, la NASA avait décidé de ne pas employer la technique du « all up testing », dans laquelle la totalité d'un système est testée du premier coup. L'agence spatiale américaine avait en fait prévu de tester chaque étage de fusée dans un lancement séparé et, pour la mission SA-1, seul le premier étage, le S-I, fut opérationnel.
Ce vol avait pour objectif de tester la structure du véhicule de lancement au cours d'un vol suborbital et employait une partie supérieure inerte provenant d'une fusée Jupiter.

## Assemblage et mise en place du lanceur

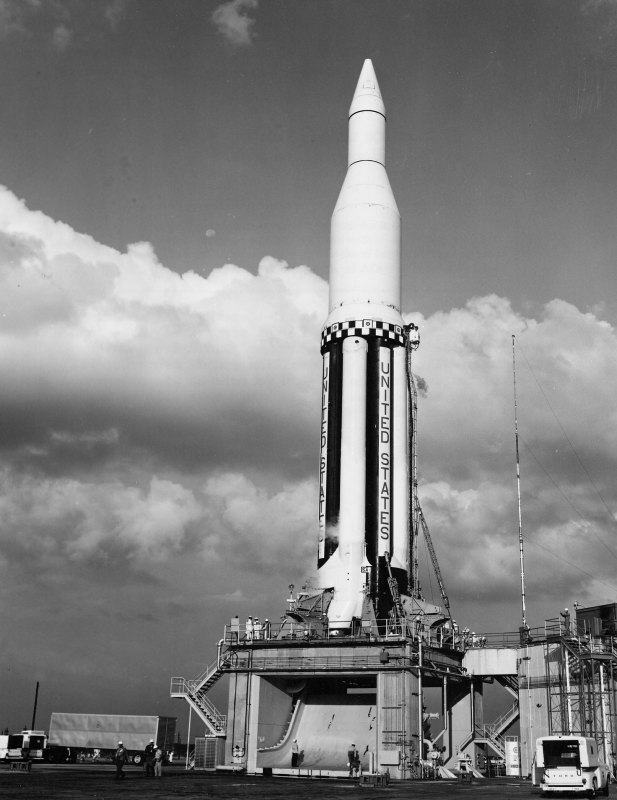
SA-1 avant le lancement.

Comme il s'agissait du premier vol d'une Saturn, ses systèmes étaient toujours en cours de développement. Ce fut la première fois qu'un étage de fusée fut livré par barge à Cap Canaveral, et cette manœuvre permit de démontrer que cela pourrait être réalisé pour les étages plus imposants des futures fusées Saturn. Le premier étage et les deux étages supérieurs factices arrivèrent le 15 août 1961 sur la barge nommée Compromise. Elle connut quelques problèmes pendant le voyage, s'échouant quatre fois en raison de cartes nautiques peu fiables. Sur le trajet du retour, la barge percuta un pilier de pont, subissant quelques dégâts mineurs.
Le premier étage fut érigé sans grande difficulté cinq jours plus tard sur le complexe de lancement 34 (LC-34) de la base de Cap Canaveral. Les tests furent effectués avec un léger retard sur les prévisions. À cette période, les tests n'étaient pas automatisés et nécessitaient l'activation et le basculement manuels de nombreux interrupteurs dans le centre de contrôle, puis l'observation des réactions de la fusée à la suite de ces manipulations.

## Vol

### Préparation pré-vol
La préparation préalable au lancement débuta le 26 octobre à 7 h 0 EST. L'équipe des mécaniciens affectée à la fusée devait ce matin-là vérifier les panneaux de contrôle des fluides à haute pression, les mâts soutenant les câbles et ceux servant à transférer le carburant, ainsi que des bras maintenant la fusée au sol (anglais : holddown arms). La section de douze hommes affectée aux ergols, dirigée par Thomas Pantogliano, vérifia l'installation du carburant RP-1 à 12 h 30 pendant qu'une autre équipe se chargeait de mettre sous pression la bouteille d'hélium qui allait pressuriser le réservoir pendant le vol. Une heure plus tard, le carburant RP-1 commença à couler dans les réservoirs de la fusée. Le remplissage était divisé en trois phases principales. Tout d'abord, les techniciens remplissaient les réservoirs à seulement 10 % de leur capacité en utilisant une procédure manuelle et un débit faible de seulement 750 litres par minute, afin de vérifier qu'il n'y ait pas de fuites. Une fuite dans le mat d'amenée du carburant fut détectée et rapidement réparée. Ensuite, à 14 h 30, l'équipe de remplissage dégagea le pas de tir pour la phase de remplissage rapide en mode automatique, désignée « fast fill ». Lors de cette seconde phase, le carburant remplissait les réservoirs à un débit bien plus élevé, de 7 570 litres par minute, ce qui permit de remplir les réservoirs à 97 % en environ 35 minutes. La dernière phase retournait à un débit de remplissage faible pour les 3 % de carburant restants à injecter dans les réservoirs. Comme il était possible et assez facile d'éliminer un potentiel trop-plein, la fusée disposant d'un système de vidange intégré, l'équipe de remplissage injecta un léger excédent (3 %) du carburant requis pour la mission. Juste avant le lancement, l'équipe retira le carburant excédentaire des réservoirs pour revenir au niveau désiré.
Le compte-à-rebours, d'une durée de dix heures, démarra à 23 h 0, lorsque le pas de tir LC-34 bascula sur l'alimentation électrique d'urgence du complexe de Cap Canaveral. Cette installation permettait de fournir une alimentation en énergie électrique relativement stable et à l'abri des fluctuations et des imprévus rencontrés sur le réseau normal. À T-570, soit 570 minutes avant l'heure de lancement prévue, les circuits électriques et les composants de la fusée commencèrent à se mettre en température. Cinq minutes après, l'opérateur des panneaux de contrôle activa les huit canaux de télémesure, suivis par une série de tests de calibration. À T-510, les officiers du site effectuèrent une heure de vérifications au radar.
L'oxygène liquide commença à remplir ses réservoirs à 3 h 0 le jour suivant, soit à T-350. La même procédure que pour le RP-1 fut employée, avec une première phase de remplissage à 10 % pour vérifier qu'il n'y ait pas de fuites dans les réservoirs ou sur la ligne d'alimentation, d'une longueur de 229 m, ainsi que pour refroidir les canalisations en prévision de la phase de remplissage rapide de cet ergol à très basse température. Alors que la phase de remplissage automatique rapide depuis le réservoir de 473 000 litres d'oxygène liquide faisait appel à une pompe centrifuge, l'opération de pré-refroidissement à 10 % ne reposait que sur la pression présente dans le réservoir. Le remplissage complet ne fut pas effectué directement, et le niveau à 10 % dans les réservoirs de la fusée fut maintenu pendant quatre heures.
Les procédures de remplissage furent suivies par une phase de tests de l'alimentation interne de la fusée, à partir de T-270. Une fois les différents systèmes testés pour s'assurer du bon fonctionnement des batteries du lanceur, à T-255, la fusée fut à nouveau reliée à son alimentation externe, en attente du lancement.

### Lancement

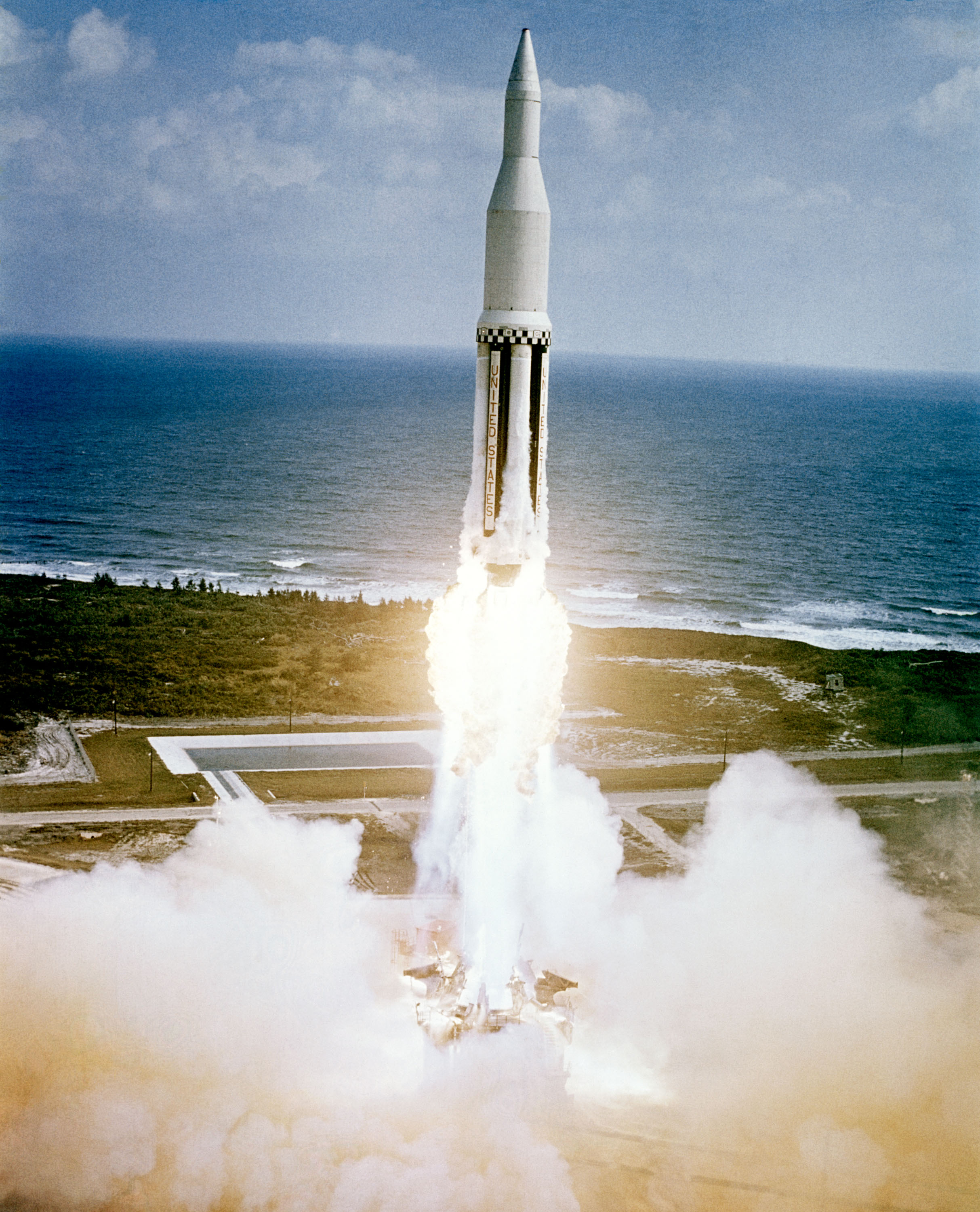
SA-1 lors de son lancement, le 27 octobre 1961.

À deux heures de l'horaire de lancement prévu — qui était fixé à 9 h 0 —, le compte-à-rebours fut arrêté en raison d'un rapport météo défavorable. Il ne reprit qu'à 7 h 34. L'équipe de lancement approcha alors la tour de service sur sa zone de stationnement, à 180 mètres de la fusée et mit en place la procédure de remplissage rapide pour l'oxygène liquide à T-100. L'ordre de dégager le pas de tir fut donné vingt minutes plus tard et à une heure du lancement, l'officier de sécurité du pas de tir donna l'autorisation de remplir les réservoirs. L'équipe de remplissage entama une séquence de pré-refroidissement de 6 min 30 s afin de refroidir à nouveau les circuits de l'oxygène liquide, qui n'avaient pas été utilisés pendant quatre heures. Une fois les voyants indiquant que cette phase était terminée, la pompe de l'installation d'oxygène liquide remplit les réservoirs de la fusée à un débit de 9 500 litres par minute, le remplissage à 99 % étant atteint en seulement trente minutes.
Un second arrêt du compte-à-rebours fut demandé, à 9 h 14, car les équipes de lancement craignaient que la présence d'une couverture nuageuse n'obstrue la vision des caméras devant filmer le lancement. Le décompte fut relancé une demi-heure plus tard, lorsque le ciel redevint dégagé. Pendant les vingt dernières minutes, l’équipe de lancement effectua les dernières vérifications de la télémesure, du radar et du système de commande. Les opérations de décompte automatiques débutèrent à T-364 secondes, réalisées par un séquenceur commandant des circuits utilisant des fonctions logiques. Le séquenceur surveillait les paramètres de pression des réservoirs, des circuits hydrauliques et des pompes. Il ordonna une purge d'azote du compartiment moteur et ferma les évents des réservoirs d'oxygène pour les pressuriser. La fusée bascula sur son alimentation électrique interne à T-35 secondes, et le séquenceur commanda l'éjection du mât supportant le câble d'alimentation externe dix secondes plus tard. L'inondation du pas de tir par des trombes d'eau débuta à T-5 secondes. À ce moment-là, la détection de la moindre anomalie pouvait toujours mener à une interruption du lancement par le système automatique contrôlant la fusée.
Malgré les deux retards liés aux conditions météorologiques, la fusée ne fut lancée qu'avec une heure de retard sur l'horaire prévu, à 10 h 6 min 4 s EST (soit 15 h 6 min 4 s UTC). Contrairement à une idée reçue, il n'y avait personne derrière un gros bouton rouge pour initier la mise à feu de la fusée : tout était géré de façon entièrement automatique par le séquenceur, qui ordonna la mise à feu d'une charge pyrotechnique constituée d'un petit bloc de propergol solide. Les gaz de cette combustion mirent en mouvement une turbine, qui entraînait à son tour les turbopompes qui amenaient le RP-1 et l'oxygène liquide vers la chambre de combustion, par l'intermédiaire de clapets à commande hydraulique, où ils furent embrasés grâce à un fluide hypergolique. Les moteurs s'allumaient par paires et développaient leur poussée nominale en 1,4 seconde. Un dernier contrôle de la combustion fut effectué, suivi d'une éjection des mâts d'alimentation en RP-1 et en oxygène liquide, puis des pinces qui retenaient la fusée sur sa base. Le décollage eut lieu 3,97 secondes après le premier allumage.

### Attentes et déceptions
Les ingénieurs avaient donné à la fusée seulement 75 % de chances de la voir décoller et seulement 30 % de chances de la voir réaliser un vol nominal. Loin du pas de tir 34, les observateurs regardaient la fusée avec une certaine inquiétude, à mesure que le décompte se rapprochait du moment fatidique. Aucun des vols inauguraux précédents ne s'était déroulé sans souci, et la Saturn C-1 était un engin bien plus complexe que ses prédécesseurs.
Une défaillance sur le pas de tir, bien que peu discutée par les officiels du lancement, aurait été un désastre pour le reste du programme Apollo. La construction du pas de tir 37 (LC-37) ayant à peine commencé, une explosion sur le pas de tir aurait pu causer un retard d'un an aux fusées Saturn et au programme tout entier. La conception « en grappe » du premier étage de la fusée fut également une source d'inquiétude, avec ses huit moteurs et ses seize pompes, et les ingénieurs pensaient à ce moment-là avoir atteint les limites de ce concept.
Les habitants des environs avaient exprimé leur inquiétude au sujet du son produit par la fusée au lancement. En effet, lors des essais au sol des moteurs au Redstone Arsenal, les ondes sonores avaient brisé des fenêtres à 12 km de là et certains habitants avaient ressenti le sol trembler sous leurs pieds. Par mesure de précaution, des bouchons d'oreille avaient été fournis à de nombreuses personnes et des installations de capteurs avaient été placées autour du site de lancement pour mesurer les ondes de choc produites pendant le lancement. Finalement, le son produit par le lancement fut une déception pour certains témoins,, étant décrit comme celui d'une fusée Atlas, lorsque les observateurs se tenaient à 2,4 km au lieu de 5 km pour un lancement de fusée Saturn. Il fut plus tard déterminé que la différence entre Cap Canaveral et l'arsenal de Redstone venait des conditions atmosphériques, qui atténuaient une partie du bruit du lancement.

### Réussite du vol
Le vol en lui-même fut presque parfait. La fusée atteignit une altitude de 136,5 km et retomba dans l'océan Atlantique à 345,7 km du pas de tir. Le seul réel problème fut l'arrêt des moteurs 1,6 seconde avant le moment prévu. Cette légère anomalie fut attribuée au fait que les capteurs de densité des réservoirs de RP-1 avaient une légère erreur de mesure, de seulement 0,4 %, soit 0,15 % au-dessus de la limite acceptable. Il y eut donc une légère erreur de remplissage et il y avait 400 kg d'oxygène liquide en trop et un manque de 410 kg de RP-1. Pour le vol d'essais, SA-1 n'emportait que 83 % de la quantité d'ergols normale.